# Amanda McKittrick Ros
Amanda McKittrick Ros, irska pesnica in pisateljica, * 8. december 1860, Drumaness, † 2. februar 1939, Larne, Severna Irska.
Ros je znana kot ena najslabših literatov; kljub temu so njena dela razprodana in tako tudi draga.